# HBK Nitrianski rytieri Nitra
HBK Nitrianski rytieri Nitra je slovenský hokejbalový klub z Nitry. Vznikl v roce 2010 a je pětinásobný mistr Slovenska. Hraje nejvyšší slovenskou soutěž, tedy slovenskou Extraligu. Kromě mužského A-týmu působí v klubu i juniorské družstvo do 19 let, které hraje Extraligu juniorů do 19 let.
V roce 2011 klub zorganizoval největší hokejbalový turnaj na Slovensku, který se koná pravidelně každý rok. A-tým Nitry na něm skončil na 3. místě.

## Týmové úspěchy
- 2010/2011
  - 1. místo v Extralize 2010/2011
  - 4. místo na Světovém poháru klubů 2011
- 2011/2012
  - 1. místo v Extralize 2011/2012
  - 3. místo na Světovém poháru klubů 2012
  - 2. místo v Československém superpoháru 2012
- 2012/2013
  - 1. místo v Extralize 2012/2013
  - 3. místo na Světovém poháru klubů 2013
  - 1. místo v Československém superpoháru 2013
- 2013/2014
  - 1. místo v Extralize 2013/2014
  - 1. místo v Československém superpoháru 2014
- 2014/2015
  - 1. místo v Extralize 2014/2015
  - 2. místo na Světovém poháru klubů 2015
  - 1. místo v Československém superpoháru 2015

## Umístění v jednotlivých sezónách
| Sezóna    | Soutěž    | Skóre  | Počet bodů | Umístění | Play-off    | Poznámka |
| --------- | --------- | ------ | ---------- | -------- | ----------- | -------- |
| 2010/2011 | Extraliga | 98:48  | 51         | 1.       | Vítěz       |          |
| 2011/2012 | Extraliga | 117:41 | 63         | 1.       | Vítěz       |          |
| 2012/2013 | Extraliga | 116:52 | 47         | 1.       | Vítěz       |          |
| 2013/2014 | Extraliga | 112:49 | 63         | 1.       | Vítěz       |          |
| 2014/2015 | Extraliga | 85:53  | 48         | 3.       | Vítěz       |          |
| 2015/2016 | Extraliga | 75:39  | 47         | 2.       | Čtvrtfinále |          |
| 2016/2017 | Extraliga | 50:81  | 23         | 11.      | -           |          |
| 2017/2018 | Extraliga | 74:91  | 28         | 11.      | -           |          |
| 2018/2019 | Extraliga | 67:42  | 45         | 3.       | Čtvrtfinále |          |
| 2019/2020 | Extraliga | 71:49  | 35         | 5.       | Čtvrtfinále |          |
| 2021/2022 | Extraliga | 83:36  | 46         | 2.       | Semifinále  |          |

## Světový pohár klubů ISBHF
| Ročník |             | Soupeř             | Výsledek            | Umístění |
| ------ | ----------- | ------------------ | ------------------- | -------- |
| 2011   | Semifinále  | SHC Belpa 1107     | 0:2 (0:1, 0:1)      | 4.       |
| 2012   | Semifinále  | HC Kert Park Praha | 1:2ss (1:0, 0:1)    | 3.       |
| 2013   | Semifinále  | Oberwil Rebells    | 2:5 (2:1, 0:4)      | 3.       |
| 2014   | Čtvrtfinále | Oberwil Rebells    | 3:4 (3:2, 0:2)      | 5.       |
| 2015   | Finále      | Oberwil Rebells    | 2:3 (0:1, 1:2, 1:0) | 2.       |

## Československý superpohár
| Ročník | Místo konání |           | Soupeř           | Výsledek            |
| ------ | ------------ | --------- | ---------------- | ------------------- |
| 2012   | Vlašim       | Finalista | HBT Vlašim       | 1:3 (0:0,0:2,1:1)   |
| 2013   | Nitra        | Vítěz     | HBT Vlašim       | 6:2 (1:0,3:1,2:1)   |
| 2014   | Kladno       | Vítěz     | HBC Alpiq Kladno | 4:2 (0:0,2:2,2:0)   |
| 2015   | Nitra        | Vítěz     | HBC Alpiq Kladno | 3:2 (0:0, 1:0, 2:2) |